# 태상여왕
태상여왕(太上女王)은 군주국에서 임기중에 여왕이 양위하여 새 국왕 또는 여왕에게 자리를 물려준 여왕의 존칭이다.

## 신라
897년 음력 6월 1일(양력 7월 4일), 병마에 시달리던 진성여왕은 헌강왕의 서자인 효공왕에게 왕위를 물려주었다. 897년 음력 12월 4일(양력 12월 31일) 승하하였다.

## 네덜란드
1948년 빌헬미나 여왕이 건강상의 문제로 딸인 율리아나 여왕에게 왕좌를 넘겨줬다. 그 후 1980년 4월 30일에 율리아나 여왕도 딸인 베아트릭스 여왕에게 왕좌를 물려주었고, 2013년 4월 30일 베아트릭스 여왕도 아들인 빌럼알렉산더르 국왕에게 왕위를 물려주면서 형식상 왕태후(태상여왕)가 되었다.

## 덴마크
2024년 1월 14일 마르그레테 여왕이 아들인 프레데리크 국왕에게 왕위를 물려주면서 형식상 왕태후(태상여왕)가 되었다.

## 중국
705년 2월 23일 무측천이 폐위시킨 여릉왕이 다시 복위되면서 무측천은 사망할때까지 태후로 살았다.

## 일본
645년 고교쿠여왕이 동생인 고토쿠왕에게 왕위를 물려줬다. 하지만 몇년 후, 고토쿠왕이 병으로 사망하면서, 왕위가 복원되어 사이메이 여왕이 되었다가, 덴지왕에게 다시 왕위를 물려주었다. 30여년 후인 697년에 지토여왕이 손자인 몬무왕에게 왕좌를 물려주게된다. 689년 이전까지는, 야마토 왕권의 군주들은 스스로 왕이나 군이라하였다가, 4~5세기에 야마토 왕권이 세력을 키워 군주의 호칭을 대왕(日语：大王／おおきみ), 대공 또는 대군이라 하였다. 일본에서는 치천하대왕(治天下大王)이라 한다. 덴무왕 때부터 스스로 천황의 칭호가 쓰이기 시작했으며, 지토 여왕때 정식 호칭으로 굳어지게 되었다.

## 같이 보기
- 태상왕
- 태상천황